# 多核果
多核果（学名：Pyrenocarpa hainanensis）为桃金娘科多核果属下的一个种。其种加词“hainanensis”意为“海南的”。
现接受名为海南子楝树（Decaspermum hainanense (Merr.) Merr., 1935）。